# レオニード・ゴビャート
レオニード・ニコラエヴィチ・ゴビャート（ロシア語: Леонид Николаевич Гобято、1875年2月6日 – 1915年5月21日）とは、ロシア軍の中将で発明家である。

## 生涯
タガンログ市の裕福な家庭に生まれた。父親はロシア帝国議会の議員だった。
1893年にモスクワの士官学校に入学して優秀な成績で1896年に卒業すると彼はロシア軍大学へ進み1902年に卒業した。
1902年5月にタガンログ市に戻るとデミドフ大佐と協力して3インチ速射砲を発明した。
1904年に日露戦争が始まると、弟のニコライと共に参加。ゴビャート迫撃砲を作成して日本軍の今沢義雄中佐が発明した迫撃砲と壮絶な塹壕戦での打ち合いを戦った。この時に日本では敵に迫って撃つ砲という意味で迫撃砲という名称が発明されたのに対して、ロシア軍では爆弾を投げるものという意味でБомбомётという名称が出来た。欧米からの外来語由来でБомбомётという単語が出来るとБомбомётという名称は旧式のスピガット・モーターを指すようになった。
1905年1月2日に降伏して捕虜となった。帰国後の1906年に最初の迫撃砲に関する論文を発表した。その後は砲兵大学で教鞭を取り、軍事学に関する著書を出版したり、火砲の開発を行い何種類かの迫撃砲発明していた。また、第一次世界大戦でロシア軍が使用した9-см бомбомёт типа Г. Р.やБомбомёт_системы_Аазенаの開発にも関わっていた。
第一次世界大戦が始まると砲兵旅団の指揮官としてプシェムィシル要塞でドイツ軍と戦い、1915年5月21日に戦死した。死後、中将の位を与えられ、リャザンに埋葬された。
彼の発明したゴビャート迫撃砲はいわゆるスピガット・モーター(差込式迫撃砲)の始祖であると言われており、フランスやイギリスが第一次世界大戦で使用した物は彼の著作と発明品を元にしていると言われている。

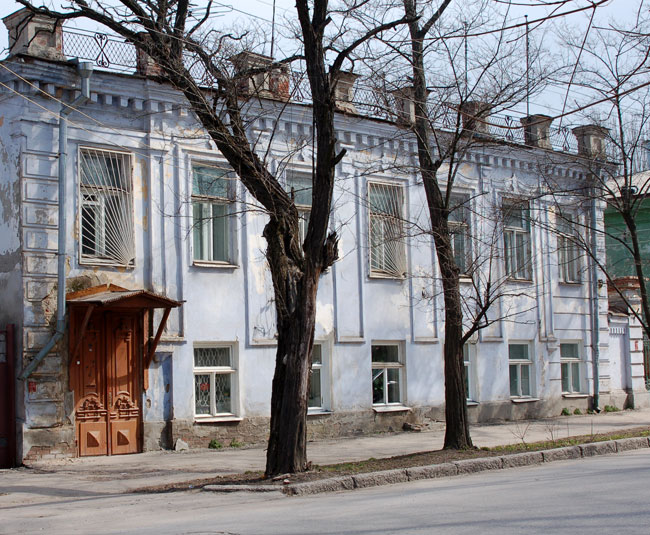
タガンログの生家
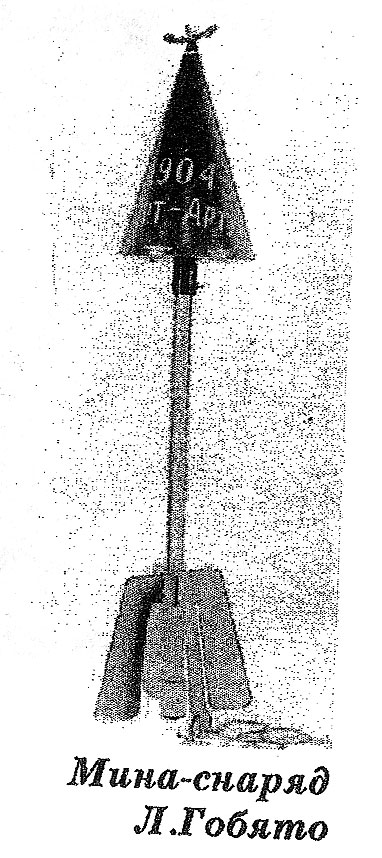
ゴビャート迫撃砲の砲弾、1904年
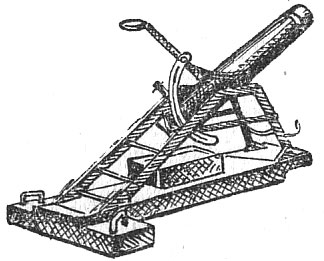
ゴビャート迫撃砲1904年
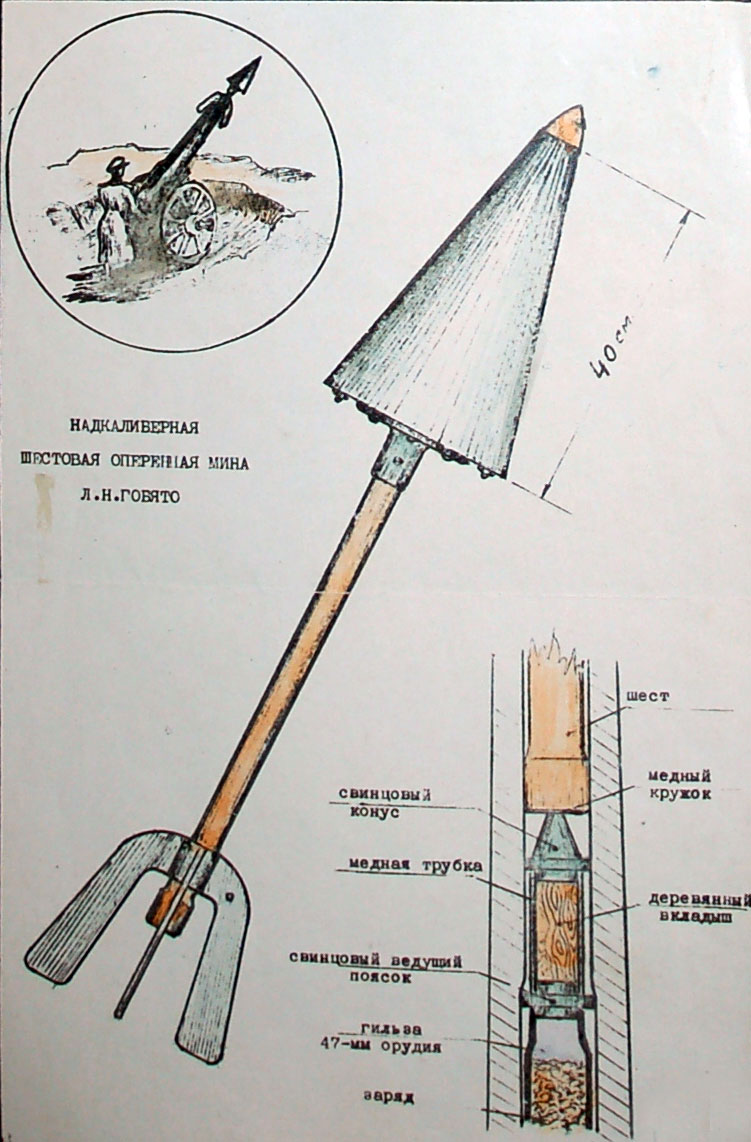
アルフェラキ宮殿の展示資料

## 著作
- 攻撃原則と陣地(Боевые принципы и нормы полевой артиллерии）1906年出版
- 歩兵部隊の火力支援(Свойство огня и боевая служба артиллерийского дивизиона）1911年出版
- 陸軍野戦砲兵(Артиллерия полевых армий)1913—1916年出版